# Cordillera (département)
Le département de Cordillera (en espagnol : Departamento de Cordillera) est un des 17 départements du Paraguay. Son code ISO 3166-2 est PY-3.

## Géographie
Situé au centre du pays, le département est limitrophe :
- au nord, du département de San Pedro ;
- à l'est, du département de Caaguazú ;
- au sud, du département de Paraguarí ;
- à l'ouest, du département Central ;
- au nord-ouest, du département de Presidente Hayes.

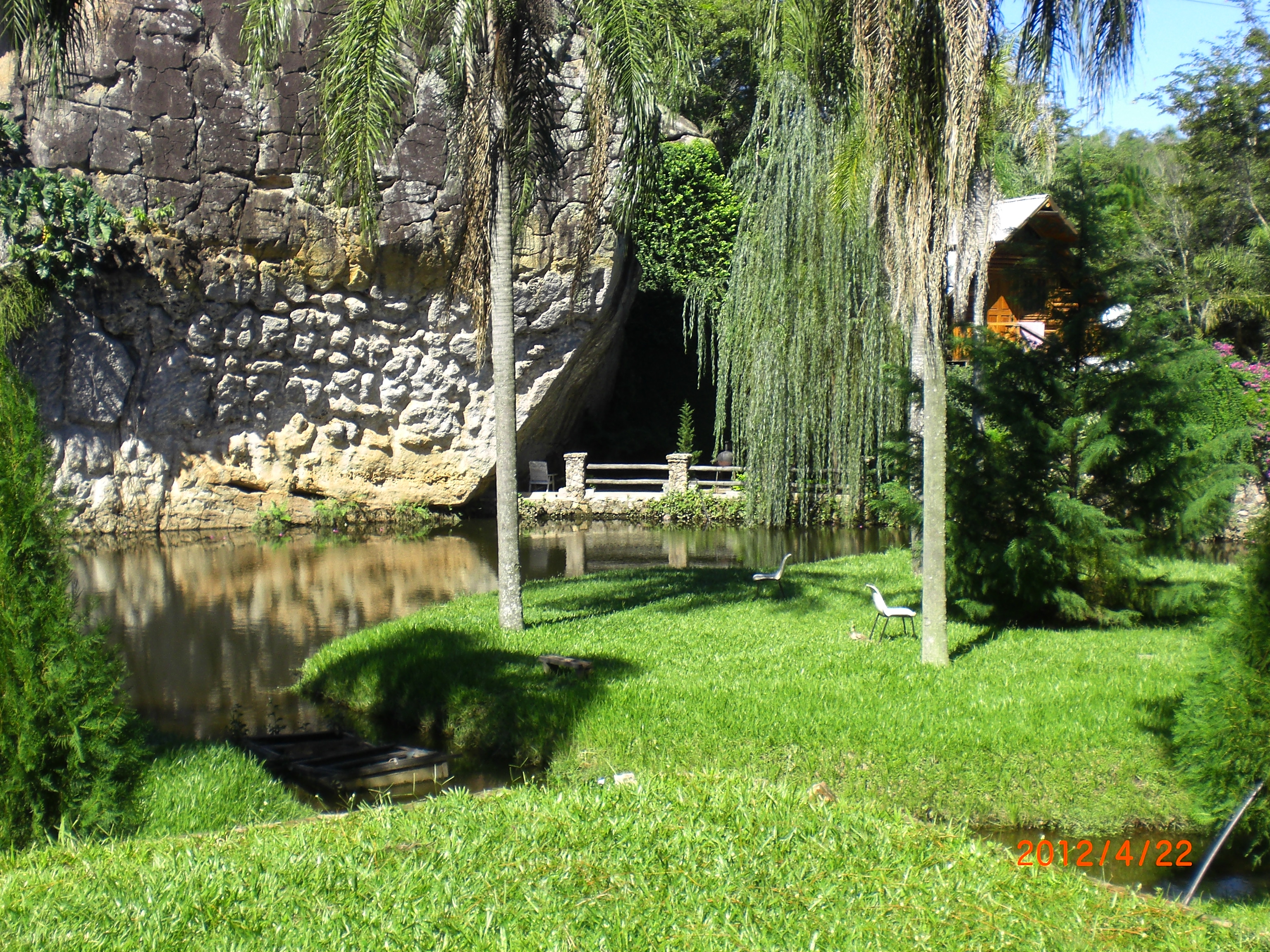
Cabañas del Itacua, près d'Itacurubi de la Cordillera, Paraguay

## Subdivisions
Le département est subdivisé en vingt districts :
1. Altos
2. Arroyos y Esteros
3. Atyrá
4. Caacupé
5. Caraguatay
6. Emboscada
7. Eusebio Ayala
8. Isla Pucú
9. Itacurubí de la Cordillera (en)
10. Juan de Mena
11. Loma Grande
12. Mbocayaty del Yhaguy
13. Nueva Colombia
14. Piribebuy
15. Primero de Marzo
16. San Bernardino
17. San José Obrero
18. Santa Elena
19. Tobatí
20. Valenzuela